# NSU-Ural-Kettensäge
Die NSU-Ural-Handmotorsäge Typ 401/100 ist eine Zweimann-Motorsäge, die von der NSU Werk Aktiengesellschaft in Neckarsulm hergestellt wurde. Der Namenszusatz Ural entstand, weil NSU mit der Firma Ural, einem österreichischen Motorsägenhersteller, die Kettensäge gemeinsam entwickelte und man sich davon bessere Absatzchancen in Osteuropa versprach. Die Bauzeit war von 1937 bis 1943.
Der Motor war ein Zweizylinder-Zweitakt-Boxermotor mit einem Hubraum von 396 cm³, 63 mm Bohrung und 64 mm Hub, sowie einer Nenndrehzahl von 2900 min−1 und einer Höchstdrehzahl von 3500 min−1. Er hatte eine Dauerleistung von 6 PS (4,4 kW); die Höchstleistung betrug 8 PS (5,9 kW). Das Zweitaktgemisch von 1:25 (Öl:Benzin) wurde von einem Membranvergaser der Firma Graetzin erzeugt, wobei der Vergaser keinen Schwimmer hatte. Dies bietet den Vorteil, dass die Säge in jeder Lage benutzt werden konnte. Der Kraftstoffverbrauch betrug ca. 3,4 l je Betriebsstunde.
Das Gesamtgewicht betrug 42,5 kg, die Säge musste von zwei Personen bedient werden. Auch das Starten war nicht einfach, der Reversierstarter hatte kein Seil, sondern eine Metallkette. Der Motor war mangels Schalldämpfer sehr laut.
Die Zündanlage lieferte das Unternehmen Bosch zu, es handelte sich um die Hochspannungszündanlage mit Standmagnet und Schnapper (Typ FM 1x2 R 7). Die Zündkerzen kamen ebenfalls von Bosch (Typ 175 T 1). Die maximale Schnittbreite wurde mit 100 cm angegeben, in der Praxis waren aber auch Schnittbreiten von 130 cm möglich.